# فورست بيرد
فورست بيرد (بالإنجليزية: Forrest Bird)‏ (و. 1921 – 2015 م) هو طيار من الولايات المتحدة الأمريكية . ولد في ماساتشوستس .
توفي عن عمر يناهز 94 عاماً.

## جوائز
حصل على جوائز منها:
- قلادة العلوم الوطنية الأمريكية في مجال التكنولوجيا والإبتكار (2008)
- ميدالية المواطنون الرئاسية [الإنجليزية]‏.